# Rejon czernihiwski (obwód zaporoski)
Rejon czernihiwski – jednostka administracyjna wchodząca w skład obwodu zaporoskiego Ukrainy.
Rejon utworzony w 1958, ma powierzchnię 1200 km² i liczy około 22 tysięcy mieszkańców. Siedzibą władz rejonu jest Czernihiwka.
Na terenie rejonu znajdują się 1 osiedlowa rada i 11 silskich rad, obejmujących w sumie 42 miejscowości.